# Bentley Turbo R
De Bentley Turbo R is een automodel van het Britse luxemerk Bentley. De Turbo R werd geproduceerd van 1985 tot 1997. Van 1997 tot 1999 was een versie met sterkere motor in productie, de Turbo RT. De "R" staat volgens Bentley voor roadholding (wegligging).

## Beschrijving
De Turbo R wordt aangedreven door een 6,75-liter V8-motor die 221 kW (300 pk) levert met een koppel van 660 Nm. De motor was overgenomen uit de Mulsanne Turbo en de Turbo R kreeg opnieuw afgestelde schokdempers en bredere banden met lichtmetalen velgen, wat in die tijd een primeur was voor een Bentley. De wagen werd in de Verenigde Staten verkocht voor een prijs van 195.000 dollar.
Vanaf 1987 werd de V8-motor afgesteld met brandstofinjectie voor extra koppel.
In 1995 introduceerde Bentley een nieuwe versie van de Turbo R met een injectiesysteem van Zytek en lichte uiterlijke veranderingen. Voor de Duitse markt werd een Turbo R Sport gefabriceerd.
Een gelimiteerde versie werd in 1995 aangekondigd onder de naam Turbo S, die moest dienen als overbrugging voor de Bentley Arnage, die in 1998 zou verschijnen. Van de Turbo S werden slechts 60 exemplaren gebouwd, waarmee het de meest zeldzame auto in de Bentley SZ-serie is.
De Turbo RT is het laatste model in de SZ-serie en werd van 1997 tot 1999 geproduceerd. De V8-motor heeft 298 kW (400 pk). Van de Turbo RT werden 252 exemplaren gebouwd.

## Trivia
- Ontwikkelaar van de MSX-standaard Kazuhiko Nishi maakte tijdens een interview bekend dat hij de naam van zijn Bentley had gebruikt als naam voor de MSX Turbo R homecomputer uit 1990.[1]